# Socialistiska republiken Serbien
Socialistiska republiken Serbien, (serbokroatiska: Социјалистичка Република Србија/Socijalistička Republika Srbija) från 1990 endast Republiken Serbien, var en socialistisk delrepublik i Socialistiska federativa republiken Jugoslavien. Den hade störst befolkning bland alla Jugoslaviens delrepubliker, och här fanns den starkaste ekonomiska och politiska makten i hela Jugoslavien. Dess huvudstad Belgrad fungerade också som huvudstad för hela Jugoslavien.

## Demografi

### 1971 års folkräkning
1971 uppgick invånarantalet i Socialistiska republiken Serbien till 8 446 591 personer, inklusive:
- Serber = 6 142 071 (72,71%)
- Albaner = 984 761 (11,66%)
- Ungrare = 430 314 (5,10%)
- Kroater = 184 913 (2,19%)
- Muslimer = 154 330 (1,83%)
- Jugoslaver = 123 824 (1,47%)
- Slovaker = 76 733
- Rumäner = 57 419
- Bulgarer = 53 800
- Roma = 49 894
- Makedonier = 42 675
- Rusiner = 20 608
- Turkar = 18 220
- Slovener = 15 957
- Vlaker = 14 724

### 1981 års folkräkning
1991 uppgick invånaranvalet i Socialistiska republiken Serbien till 9 313 677 personer, inklusive:

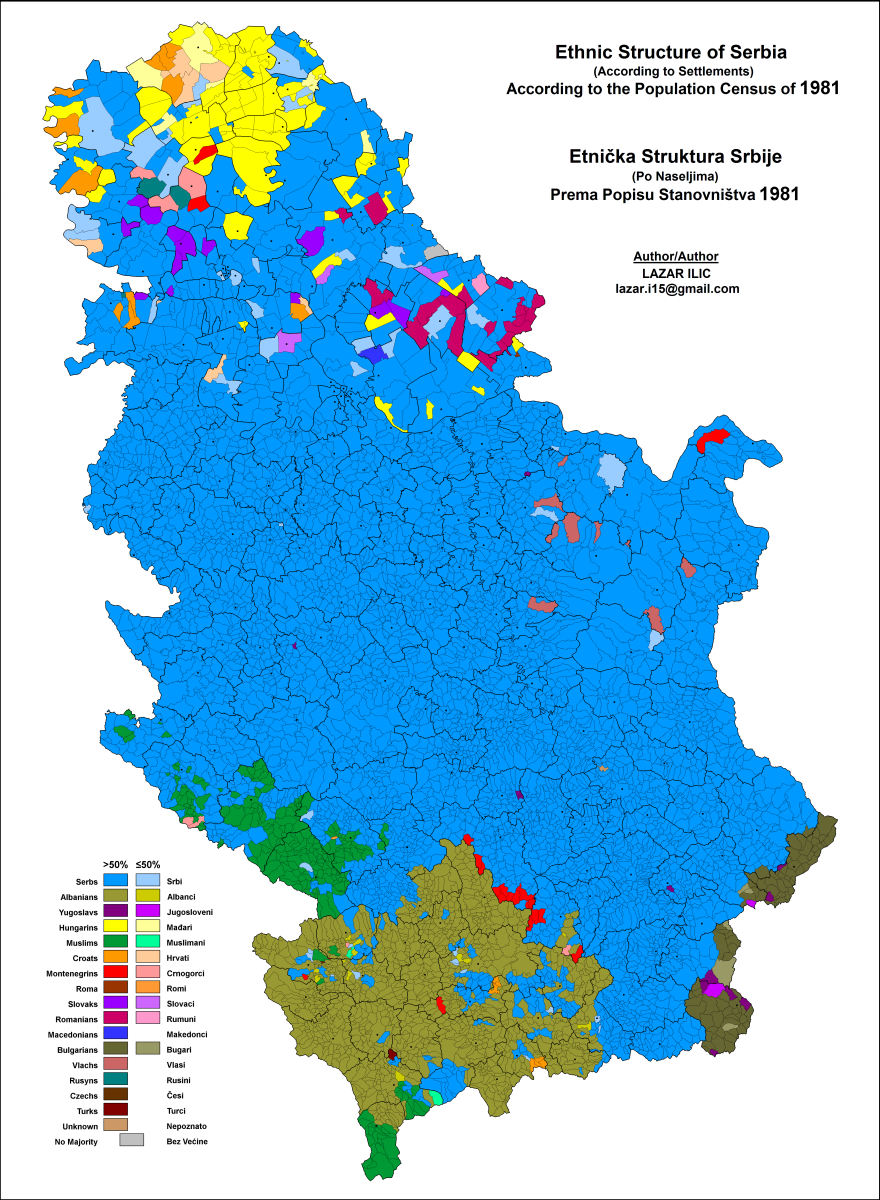
Karta över etniska grupper i Serbien 1981.

- Serber = 6 331 527 (67,96%)Karta över etniska grupper i Serbien 1981.
- Albaner = 1 303 032 (13,99%)
- Jugoslaver = 441 941 (4,75%)
- Ungrare = 390 468 (4,19%)
- Muslimer = 215 166 (2,31%)
- Kroater = 149 368 (1,60%)
- Roma = 110 956 (1,19%)
- Makedonier = 48 986
- Slovener = 12 006